# 三重県立鳥羽高等学校
三重県立鳥羽高等学校（みえけんりつ とばこうとうがっこう）は、三重県鳥羽市安楽島町に所在する公立の高等学校。通称は「鳥羽高」（とばこう）。

## 設置学科
- 総合学科
  - 観光ビジネス系列
  - スポーツ健康系列
  - 総合福祉系列
  - 文理進学系列

## 概要
校歌は折口信夫の作詞、信時潔の作曲である。

## 沿革

### 年表
- 1911年（明治44年）5月18日 - 鳥羽町立女子技芸学校として開校[1]。
- 1926年（大正15年） - 鳥羽技芸女学校に改称[2]。藤之郷赤崎に校舎（木造2階建）を移転、校章・制服を制定[2]。
- 1928年（昭和3年） - 鳥羽実科高等女学校に改称[3]。錦町に校舎（木造2階建）を移転、制服をセーラー服に改定[2]。
- 1943年（昭和18年） - 鳥羽高等女学校に改称[2]。
- 1945年（昭和20年）6月 - 校舎が火災により全焼、神戸製鋼所の青年学校旧校舎に移転[3]。
- 1948年（昭和23年）5月 - 三重県鳥羽高等学校（鳥羽町立）設置認可。旧鳥羽高女の校舎を鳥羽町立鳥羽中学校に譲り[3]、仮校舎を鳥羽小学校に定める。
- 1949年（昭和24年）
  - 4月 - 学区制実施により三重県志摩高等学校（鳥羽校舎）と改称 普通課程･商業課程･家庭技芸課程･定時制課程（普通課程）を設置｡県立に移管。
  - 5月 - 神鋼電機株式会社旧青年学校校舎に移転[注釈 1]。
- 1950年（昭和25年）4月 - 三重県志摩高等学校より独立。三重県鳥羽高等学校と改称。商業課程を廃止。商業科に在籍していた生徒は三重県宇治山田商工高等学校（現在の三重県立宇治山田商業高等学校）に転校[3]。
- 1955年（昭和30年）4月 - 三重県立鳥羽高等学校と改称。
- 1962年（昭和37年）11月 - 新校舎への移転完了。
- 1996年（平成8年）4月 - 家政科募集停止。
- 1998年（平成10年）3月 - 家政科廃止。
- 2005年（平成17年）4月 - 普通科から総合学科へ改編。定時制募集停止。
- 2008年（平成20年）3月 -  定時制廃止。
- 2018年（平成30年）7月10日 - 2019年度から、定員の5％を上限（合格者が募集人員に満たない場合は上限を超えることも可能）に三重県外からの入学を認めることを県教委が発表。

### 鳥羽町立女子技芸学校
現在の鳥羽高等学校の前身である学校で、3年制の本科、3年制の別科、2年制の研究科を置いていた。地元出身の御木本幸吉の寄付により経費が補われていた。錦町にあり、3教室を有する木造平屋建の校舎だった。
授業は1日6時間のうち、4時間を家事裁縫に割いていたと創立時の在校生は語っている。土曜日の午後には作法と茶道の授業があったという。

## 教育方針

### 教育方針
豊かな知性と感性を養い、うつくしく、しっかりとした、そうめいな青年を育成する

### 努力目標
1. 学習指導……教える教育から学びとる教育へ
  1. 真剣な学習態度の育成
  2. 学習意欲の向上と基礎学力の定着
  3. 一人一人の全面的な発達
2. 生活指導……望ましい生活習慣の確立
  1. 挨拶の励行（明るいあいさつ、きれいな言葉）
  2. 正しい服装・頭髪（制服の着用、端正な頭髪）
  3. 環境の美化（美しい学校、公共物の愛護）
  4. 自主的な活動（みんなの生徒会、みんなのＨＲ）
3. 進路指導……適性能力を生かす進路指導
  1. 徹底した職業研究および上級学校研究の推進
  2. 充実したキャリアガイダンスの実施
  3. 自己理解の上に立った進路決定の推進
4. 特活指導……感動体験の育成（育てる指導から育つ活動へ）
  1. クラブ活動の充実
  2. 生徒会活動の活発化
  3. 学校行事の精選と充実
5. 健康・安全指導……安全な生活とたくましいからだづくり
  1. 安全教育の計画的実施
  2. 健康の増進と体力の向上を図る
6. 人権の尊重……正しい人間観の確立と基本的人権の尊重
  1. 教育活動全体の中で人権意識の向上を図る
  2. 人権同和教育の計画的実施
  3. 互いの人格の尊重

## 学校行事
- 文化祭（鳥羽高祭）
- 体育祭
- クラスマッチ
- 文化部合同発表会

## 生徒会活動

### 生徒会
会長、副会長、書記、会計

### 委員会
運動、広報文化、生活、選挙管理、図書、保健

## 部活動

### 運動部系
剣道、サッカー（男）、柔道部、ソフトテニス、卓球、バスケットボール（男）、バドミントン、男子バレー、女子バレー、フェンシング、野球（男）、陸上、レスリング（男）

### 文化部系
英会話、合唱、コンピュータ、茶道、書道、吹奏楽、美術、文芸、ボランティア

### サークル
人権、和太鼓愛好会

## 通学手段
- 近鉄志摩線 志摩赤崎駅から徒歩で約15分。

## 著名な出身者
- 渡瀬麻紀（元リンドバーグのVO・元アイドル歌手）：中退
- 野名澄代（志摩市議会議員、元大王町長）：大王町長選挙当選時点で鳥羽高校定時制に在籍中で、現役高校生の町長、三重県初の女性首長として注目された[4]。
- 山田優 (フェンシング選手)（東京五輪フェンシング日本代表）：世界ランキング最高2位[5]。

## その他

### 出身中学校
例年、隣接する鳥羽市立鳥羽東中学校からの進学者が最も多いが、生徒の出身市町別では伊勢市出身者が最も多い。

### 平成20年（2008年）度出身中学校別生徒数[6]
上位5校まで、3学年の合計
1. 鳥羽市立鳥羽東中学校…99名
2. 伊勢市立厚生中学校…32名
3. 伊勢市立港中学校…30名
4. 鳥羽市立加茂中学校…27名
5. 伊勢市立二見中学校…25名